# Nijhof (Baarn)
Nijhof is een bouw- en woonwarenhuis op industrieterrein Noordschil in Baarn.
In 1950 begon de firma J. Nijhof als sloophandel op de hoek van de Guldenhoflaan en de Van Lenneplaan in de tuinmanswoning van villa Berg en Dal. Veel van de sloopmaterialen waren in het begin vooral afkomstig uit gesloopte Baarnse villa's. In 1956 werd besloten om landelijk te gaan handelen in grote partijen bouwmaterialen. Halverwege de jaren zestig werd sanitair en tegels aan het assortiment toegevoegd, waarmee Nijhof een van de eerste bouwmarkten in Nederland was. Het terrein aan de Guldenhoflaan werd vervangen door een grote loods aan de Minervaweg op het nieuwe industrieterrein Noordschil tussen Baarn en Eemnes. De verkoop werd uitgebreid met bouwpakketmeubelen, alsmede complete badkamers. In 1984 vond een grote uitbreiding plaats.
Vrijdag 24 april 1987 brandde het familiebedrijf af na werkzaamheden op het dak. Op vrijdag 13 november van datzelfde jaar 1987 opende de nieuwbouw die in 2005 een oppervlakte had van 10000 m². In 1996 werden aan de bouwmarkt steeds meer woonwaren toegevoegd. In 2007 had het bedrijf een oppervlakte van 28000 m² en ongeveer 250 werknemers. De doe-het-zelfwaren en de woninginrichting liepen daarbij steeds meer in elkaar over. De naam Woonwarenhuis veranderde daardoor in Nijhof Bouw en Woonwaren. In 2010 kreeg het bedrijf de Nederlandse Woon Award.